# Mount Royalist
Mount Royalist är ett berg i Antarktis. Det ligger i Östantarktis. Nya Zeeland gör anspråk på området. Toppen på Mount Royalist är 3 300 meter över havet. Mount Royalist ingår i Admiralty Mountains.
Terrängen runt Mount Royalist är bergig norrut, men söderut är den kuperad. Trakten är obefolkad. Det finns inga samhällen i närheten. 